# Distretto di Boutlelis
Il distretto di Boutlelis è un distretto della provincia di Orano, in Algeria.

## Comuni
Il distretto di Boutlelis comprende 3 comuni:
- Boutlelis
- Aïn El Kerma
- Misserghin